# Barbara Barthel
Barbara Barthel (* 9. Februar 1940 in Breslau) ist eine ehemalige deutsche Skilangläuferin.
Barthel, die für den SC Wunsiedel startete, kam bei den Nordischen Skiweltmeisterschaften 1962 in Zakopane auf den 32. Platz über 10 km sowie auf den 30. Rang über 5 km und bei den deutschen Meisterschaften 1962 auf den dritten Platz mit der Verbandsstaffel. Bei den deutschen Meisterschaften 1965 errang sie über 5 km sowie mit der Verbandsstaffel jeweils den zweiten Platz und wurde im folgenden Jahr jeweils über 5 km sowie mit der Verbandsstaffel deutsche Meisterin. Diese Meistertitel verteidigte sie auch im Jahr 1967. Zuvor kam sie bei den Nordischen Skiweltmeisterschaften 1966 in Oslo auf den 30. Platz über 10 km und auf den 28. Rang über 5 km. In der Saison 1967/68 lief sie bei den  deutschen Meisterschaften 1968 auf den zweiten Platz über 5 km sowie erneut auf den ersten Rang mit der Verbandsstaffel und belegte im Februar 1968 in Grenoble bei ihrer einzigen Teilnahme an Olympischen Winterspielen den 29. Platz über 5 km sowie zusammen mit Michaela Endler und Monika Mrklas den siebten Platz in der Staffel. Nach ihrer Karriere als Skilangläuferin besaß sie in Wunsiedel eine Druckerei.